# Liste der Biografien/Hue
Liste der Biografien |
Portal Biografien |
Personensuche
# |
A |
B |
C |
D |
E |
F |
G |
H |
I |
J |
K |
L |
M |
N |
O |
P |
Q |
R |
S |
T |
U |
V |
W |
X |
Y |
Z |
?
 
Ha |
Hd |
He |
Hi |
Hj |
Hk |
Hl |
Hm |
Hn |
Ho |
Hr |
Hs |
Ht |
Hu |
Hv |
Hw |
Hy
 
Hua |
Hub |
Huc |
Hud |
Hue |
Huf |
Hug |
Huh |
Hui |
Huj |
Huk |
Hul |
Hum |
Hun |
Huo |
Hup |
Huq |
Hur |
Hus |
Hut |
Huu |
Huv |
Huw |
Hux |
Huy |
Huz
Die Liste der Biografien führt alle Personen auf, die in der deutschsprachigen Wikipedia einen Artikel haben. Dieses ist eine Teilliste mit 193 Einträgen von Personen, deren Namen mit den Buchstaben „Hue“ beginnt.

## Hue
- Hue de Grais, Robert (1835–1922), deutscher Verwaltungsjurist und Abgeordneter
- Hüe, François (1905–1972), französischer Ornithologe und Naturschützer
- Hüe, Georges (1858–1948), französischer Komponist
- Hue, Jermaine (* 1978), jamaikanischer Fußballspieler
- Hue, Magdeleine (1882–1944), französische Malerin
- Hue, Otto (1868–1922), deutscher Gewerkschafter und Politiker (SPD), MdR
- Hue, Robert (* 1946), französischer Politiker (Parti communiste français), Mitglied der Nationalversammlung

### Hueb
- Huebbenet, Adolf von (1830–1901), Staatsmann im Russischen Reich deutschbaltischer Abstammung
- Huebel, Rob (* 1969), US-amerikanischer SchauspielerRob Huebel (* 1969)

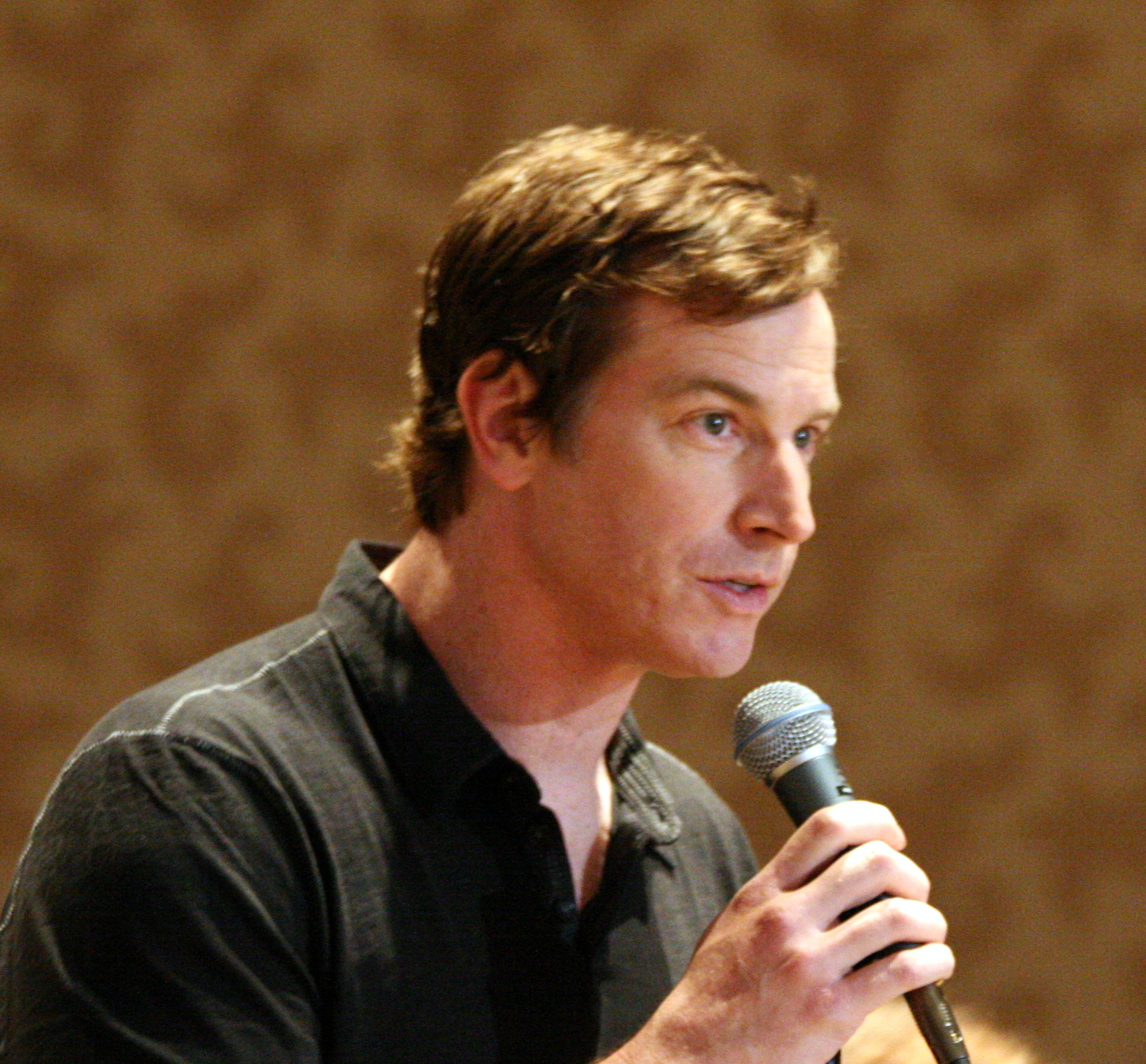
Rob Huebel (* 1969)

- Huebenett, Hans (1896–1940), deutscher Politiker (NSDAP), MdR
- Huebenthal, Sandra (* 1975), deutsche römisch-katholische Theologin
- Hueber, Alfons (* 1949), deutscher Jurist
- Hueber, Andreas (1725–1808), österreichischer Kirchenbaumeister
- Hueber, Anton (1861–1935), österreichischer Gewerkschaftsführer und Politiker (SDAP), Landtagsabgeordneter, Abgeordneter zum Nationalrat, Mitglied des Bundesrates
- Hueber, Anton (1862–1937), österreichischer Politiker (DnP), Abgeordneter zum Nationalrat
- Hueber, Blasius (1735–1814), Landvermesser und Bauer
- Hueber, Charles (1883–1943), französischer Politiker, Abgeordneter und Bürgermeister von Straßburg
- Hueber, Fortunatus (1639–1706), deutscher Ordensgeistlicher, Franziskaner, Historiker und Theologe
- Hueber, Franz (1894–1981), österreichischer Jurist und Politiker (NSDAP), Abgeordneter zum Nationalrat, MdR, JustizministerFranz Hueber (1894–1981)

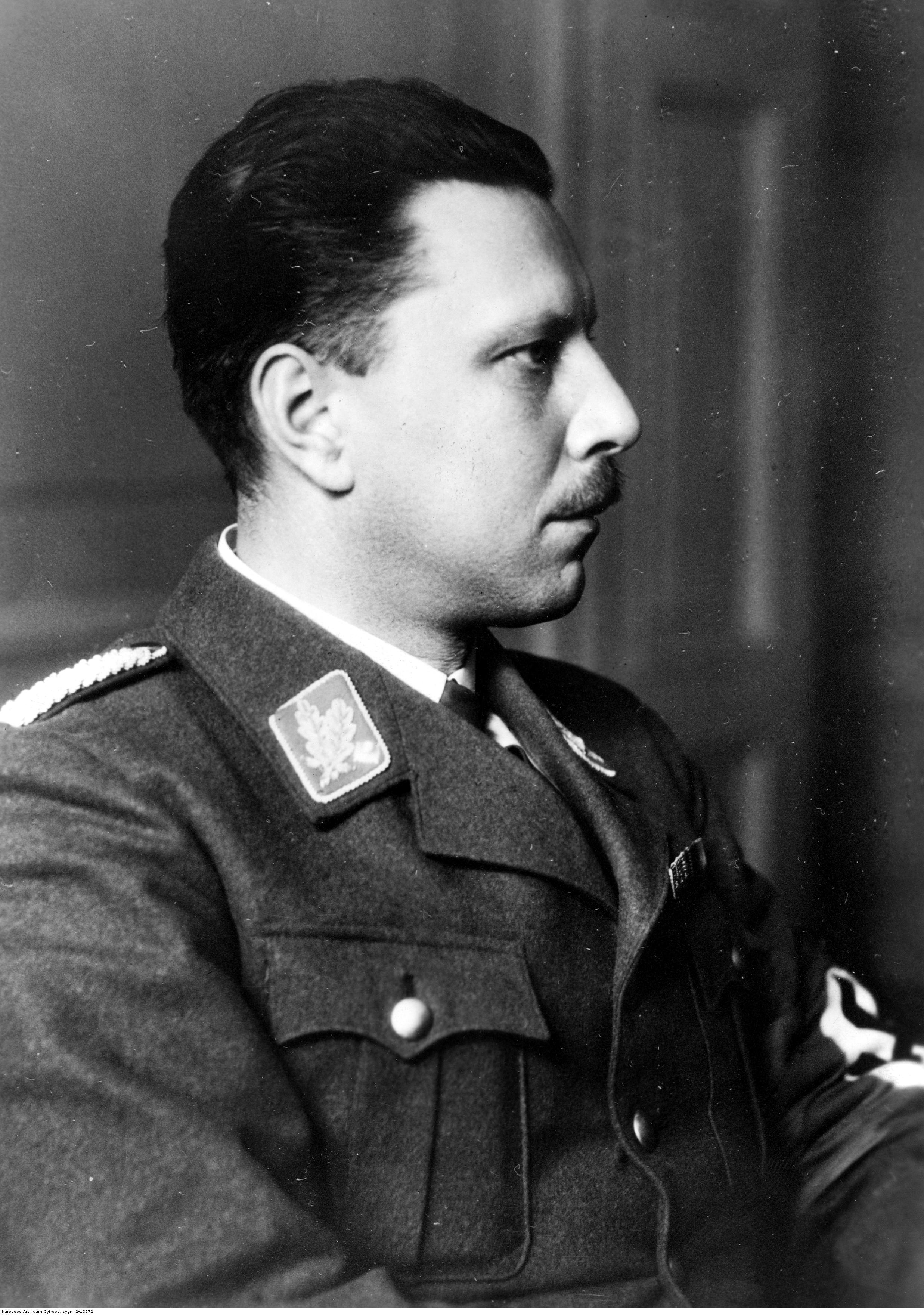
Franz Hueber (1894–1981)

- Hueber, Franz Michael († 1746), österreichischer Barockmaler
- Hueber, Franz von (1845–1936), österreichischer Rechtsanwalt, Bürgermeister von Salzburg
- Hueber, Friedmund (* 1941), österreichischer Architekt und Bauforscher
- Hueber, Hans (1813–1889), österreichischer Miniaturmaler
- Hueber, Johann Nepomuk (1802–1885), Tiroler Maler
- Hueber, Josef († 1787), österreichischer Barockbaumeister
- Hueber, Josef von (1816–1878), österreichischer Richter und Politiker, Landtagsabgeordneter
- Hueber, Kurt Anton (1928–2008), österreichischer Komponist und Pädagoge
- Hueber, Magnus (1771–1856), Bergbauer und Landvermesser
- Hueber, Maria (1653–1705), katholische Ordensfrau, Ordensgründerin
- Hueber, Simone Leona (* 1972), Schweizer Film- und Theaterschauspielerin
- Hueber, Susanne (* 1977), Schweizer Schauspielerin, Moderator und Model
- Hueber-Moosbrugger, Maxime (* 1996), französischer Triathlet
- Huebl, Johannes (* 1977), deutsches Model und FotografJohannes Huebl (* 1977)

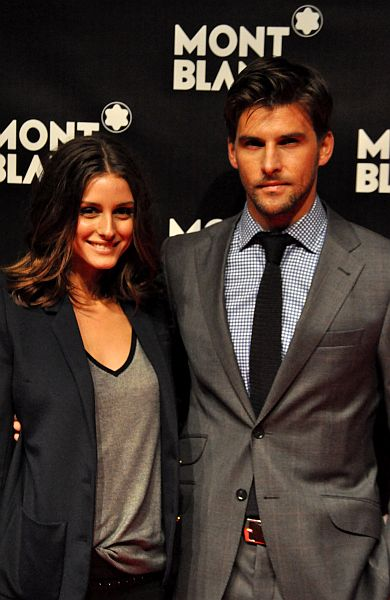
Johannes Huebl (* 1977)

- Huebler, Douglas (1924–1997), US-amerikanischer Konzeptkünstler
- Huebmer, Hans (1897–1984), österreichischer Journalist, Sachbuchautor und Pressereferent der Vorarlberger Landesregierung
- Huebner, Arnold (1919–1981), deutscher Soldat und Ritterkreuzträger im Zweiten Weltkrieg
- Huebner, Birgit (* 1966), deutsche Künstlerin
- Huebner, Clarence R. (1888–1972), US-amerikanischer Generalleutnant
- Huebner, Friedrich Markus (1886–1964), deutscher Schriftsteller und Kunstkritiker
- Huebner, Robert J. (1914–1998), US-amerikanischer Virologe
- Huebner, Rudolf (1897–1965), deutscher Generalleutnant im Zweiten Weltkrieg
- Huebpauer, Theophil (1749–1806), deutscher Augustiner
- Huebscher, André (* 1989), deutscher Eishockeyspieler

### Huec
- Huecco (* 1974), spanischer Latin-Rock-Musiker
- Hueck, Adolf (1882–1955), deutscher Bergbaumanager und Politiker (DVP), MdR
- Hueck, Alexander Friedrich von (1802–1842), deutsch-baltischer Mediziner
- Hueck, Alfred (1889–1975), deutscher Rechtswissenschaftler
- Hueck, Carl von (1811–1889), deutsch-baltischer Agrarwissenschaftler und Genealoge
- Hueck, Götz (1927–2021), deutscher Jurist
- Hueck, Irene (* 1934), deutsche Kunsthistorikerin
- Hueck, Kurt (1897–1965), deutscher Botaniker
- Hueck, Oskar Eduard (1886–1966), deutscher Metallindustrieller
- Hueck, Richard (1893–1968), deutscher Politiker (CDU), Oberbürgermeister von Lüdenscheid
- Hueck, Walter von (* 1931), deutscher Archivar und Genealoge
- Hueck, Werner (1882–1962), deutscher Pathologe
- Hueck-Dehio, Else (1897–1976), deutsche Schriftstellerin

### Huef
- Hueffer, Catherine (1850–1927), britische Malerin
- Hueffer, Francis (1845–1889), deutsch-englischer Musikschriftsteller und Musikkritiker
- Huefnagels, Theo (1897–1983), deutscher Politiker (CDU), MdL

### Hueg
- Huegel, Joseph (1876–1947), Oberbürgermeister von Weinheim
- Huegel, Klaus (1912–2003), deutscher Jurist und SD-Nachrichtenoffizier
- Huegill, Geoff (* 1979), australischer Schwimmer
- Huegin, Dorette (1928–2018), Schweizer Künstlerin und Restauratorin

### Hueh
- Huehnergard, John, Altorientalist

### Huel
- Huélamo, Jaime (1948–2014), spanischer Radrennfahrer
- Huelle, Paweł (1957–2023), polnischer Schriftsteller
- Huelsenbeck, Karl-W. (* 1965), amerikanischer Medienkünstler und Filmeditor
- Huelsenbeck, Richard (1892–1974), deutscher Schriftsteller, Lyriker, Erzähler, Essayist, Dramatiker, Arzt und PsychoanalytikerRichard Huelsenbeck (1892–1974)

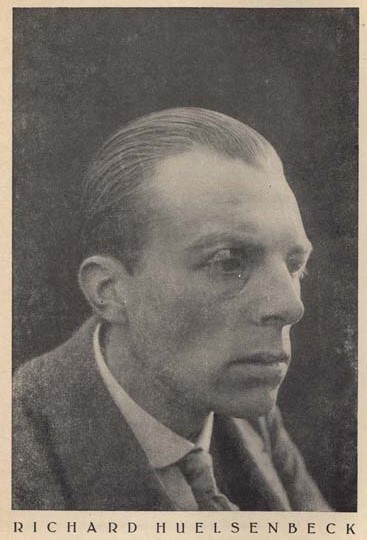
Richard Huelsenbeck (1892–1974)

- Huelsewede, Robert (* 1990), deutscher Basketballspieler
- Huelskamp, Emily (* 1987), US-amerikanische Ruderin
- Huelskamp, Tim (* 1968), amerikanischer Politiker
- Huelsmann, Thomas J. (* 1945), US-amerikanischer Posaunist und Musikpädagoge
- Huelva, Elena (2002–2023), spanische Aktivistin

### Huem
- Huemer, Alexander (* 1972), österreichischer Landschaftsgärtner, Maler, Grafiker, Designer und Bildhauer
- Huemer, Alois (1905–1985), österreichischer Tischlermeister und Politiker (ÖVP), Abgeordneter zum Nationalrat
- Huemer, Barbara (* 1971), österreichische Politikerin (Grüne), Landtagsabgeordnete
- Huemer, Coco (* 1993), österreichische Schauspielerin
- Huemer, Friedrun (* 1944), österreichische Politikerin (Grüne), Landtagsabgeordnete und Stadträtin
- Huemer, Georg (* 1976), österreichischer Plastischer Chirurg
- Huemer, Ina (* 1998), österreichische Sprinterin
- Huemer, Judith (* 1969), österreichische Künstlerin und Hochschullehrerin
- Huemer, Kurt (1933–2005), österreichischer Sänger und Schauspieler
- Huemer, Mario (* 1970), österreichischer Mechatroniker und Hochschullehrer
- Huemer, Markus (* 1968), österreichischer Künstler (Installationen, Malerei)
- Huemer, Matthias (* 1991), österreichischer Judoka
- Huemer, Michael (1777–1849), österreichischer Bauernrechtler
- Huemer, Michael (* 1969), US-amerikanischer Philosoph
- Huemer, Oskar (1916–1993), österreichischer Beamter und Politiker (VdU, SPÖ), Abgeordneter zum Nationalrat
- Huemer, Peter (* 1941), österreichischer JournalistPeter Huemer (* 1941)

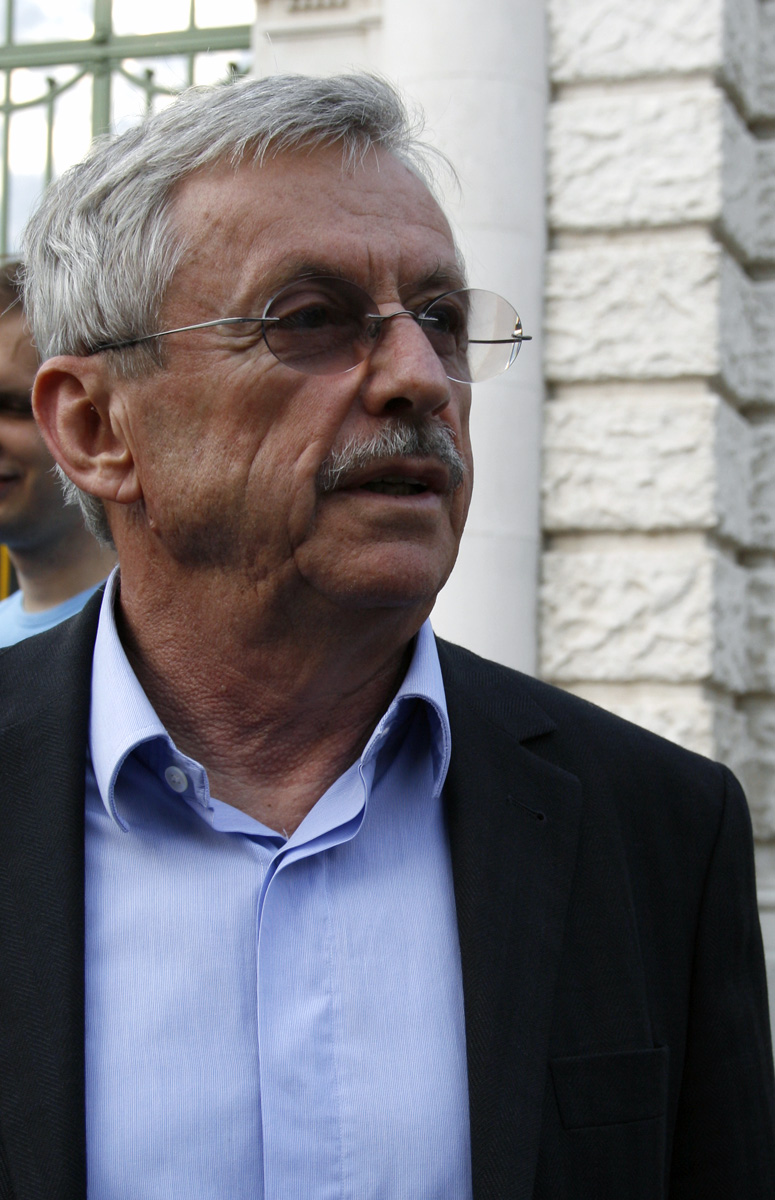
Peter Huemer (* 1941)

- Huemer, Peter (1952–2022), österreichischer bildender Künstler, Maler und Grafiker
- Huemer, Peter (* 1959), österreichischer Biologe und Schmetterlingsforscher
- Huemer, Peter Ily (* 1957), österreichischer Regisseur für Theater und Film
- Huemer, Thomas (* 1976), österreichischer Handballtorwart

### Huen
- Huene, Erika von (1905–1969), deutsche Wirbeltierpaläontologin
- Huene, Friedrich von (1875–1969), deutscher Wirbeltierpaläontologe
- Huene, Friedrich von (1929–2016), US-amerikanischer Blockflötenbauer
- Huene, Karl von (1837–1900), preußischer Politiker (Zentrum), MdR
- Huene, Roland von (* 1929), US-amerikanischer Geologe
- Huene, Stephan von (1932–2000), deutsch-amerikanischer Künstler
- Huene, Wilhelm von (1790–1857), preußischer General
- Huenerwolf, Amandus († 1545), salzburgischer römisch-katholischer Geistlicher
- Huentelaf, José (* 1989), chilenischer Fußballspieler

### Huep
- Hueppe, Ferdinand (1852–1938), deutscher Mediziner, Präsident des Deutschen Fußball-Bundes

### Huer
- Huergo, Lucía (1951–2015), kubanische Komponistin, Musikproduzentin, Arrangeurin und Multiinstrumentalistin
- Huerkamp, Claudia (1952–1999), deutsche Historikerin
- Huerta de Aza, Marta (* 1990), spanische FußballschiedsrichterinMarta Huerta de Aza (* 1990)

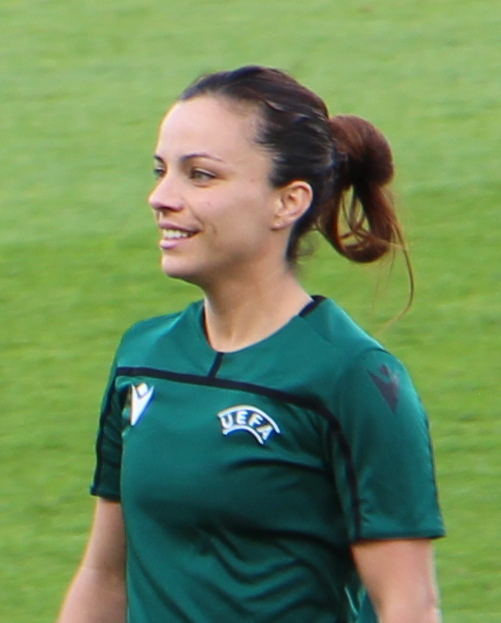
Marta Huerta de Aza (* 1990)

- Huerta de Soto, Jesús (* 1956), spanischer Wirtschaftswissenschaftler
- Huerta Fernández, Santiago (* 1955), spanischer Architekt und Historiker der Bautechnik
- Huerta Muro, Juan María (* 1962), mexikanischer römisch-katholischer Ordensgeistlicher, Bischof von Xochimilco
- Huerta Ramírez, César Augusto (* 1975), peruanischer römisch-katholischer Geistlicher, Bischof von Sicuani
- Huerta, Adolfo de la (1881–1955), mexikanischer Politiker und Präsident Mexikos
- Huerta, Alejandro (* 1998), spanischer Beachvolleyballspieler
- Huerta, Carlos (1928–2012), chilenischer Fußballspieler
- Huerta, César (* 2000), mexikanischer Fußballspieler
- Huerta, Cris (1935–2004), portugiesischer Schauspieler
- Huerta, Deogratias, spanischer Schauspieler
- Huerta, Diana, mexikanische Squashspielerin
- Huerta, Dolores (* 1930), US-amerikanische Gewerkschafterin, Vizepräsidentin der Vereinigten Landarbeiter von Amerika, Bürgerrechtlerin
- Huerta, Eleazar (1903–1974), chilenischer Romanist und Hispanist spanischer Herkunft
- Huerta, Francisco (* 1947), mexikanischer Radrennfahrer
- Huerta, Guillermo (* 1966), mexikanischer Fußballspieler
- Huerta, Gustavo (* 1957), chilenischer Fußballspieler
- Huerta, Ismael (1916–1997), chilenischer Vizeadmiral und Politiker
- Huerta, Javier (* 1997), spanischer Beachvolleyballspieler
- Huerta, Marina (* 1969), argentinische Physikerin
- Huerta, Màxim (* 1971), spanischer Politiker, Autor und Journalist
- Huerta, Mayra (* 1970), mexikanische Beachvolleyballspielerin
- Huerta, Osmán (* 1989), chilenischer Fußballspieler
- Huerta, Paz de la (* 1984), US-amerikanische Schauspielerin
- Huerta, Sofia (* 1992), mexikanisch-US-amerikanische Fußballspielerin
- Huerta, Tenoch (* 1981), mexikanischer Schauspieler
- Huerta, Valber (* 1993), chilenischer Fußballspieler
- Huerta, Vicente Antonio García de la (1734–1787), spanischer Schriftsteller und Chronist
- Huerta, Victoriano (1850–1916), mexikanischer General und Präsident Mexikos (1913–1914)
- Huertas del Pino, Arklon (* 1994), peruanischer Tennisspieler
- Huertas del Pino, Conner (* 1995), peruanischer Tennisspieler
- Huertas Vargas, José Vicente (1940–2023), kolumbianischer Geistlicher, römisch-katholischer Bischof von Garagoa
- Huertas, Adrián (* 2003), spanischer Motorradrennfahrer
- Huertas, Blanca (* 1978), kolumbianische Lepidopterologin, Ökologin und Naturschützerin
- Huertas, Carlos (* 1991), kolumbianischer Automobilrennfahrer
- Huertas, Jon (* 1969), US-amerikanischer Schauspieler, Regisseur und FilmproduzentJon Huertas (* 1969)

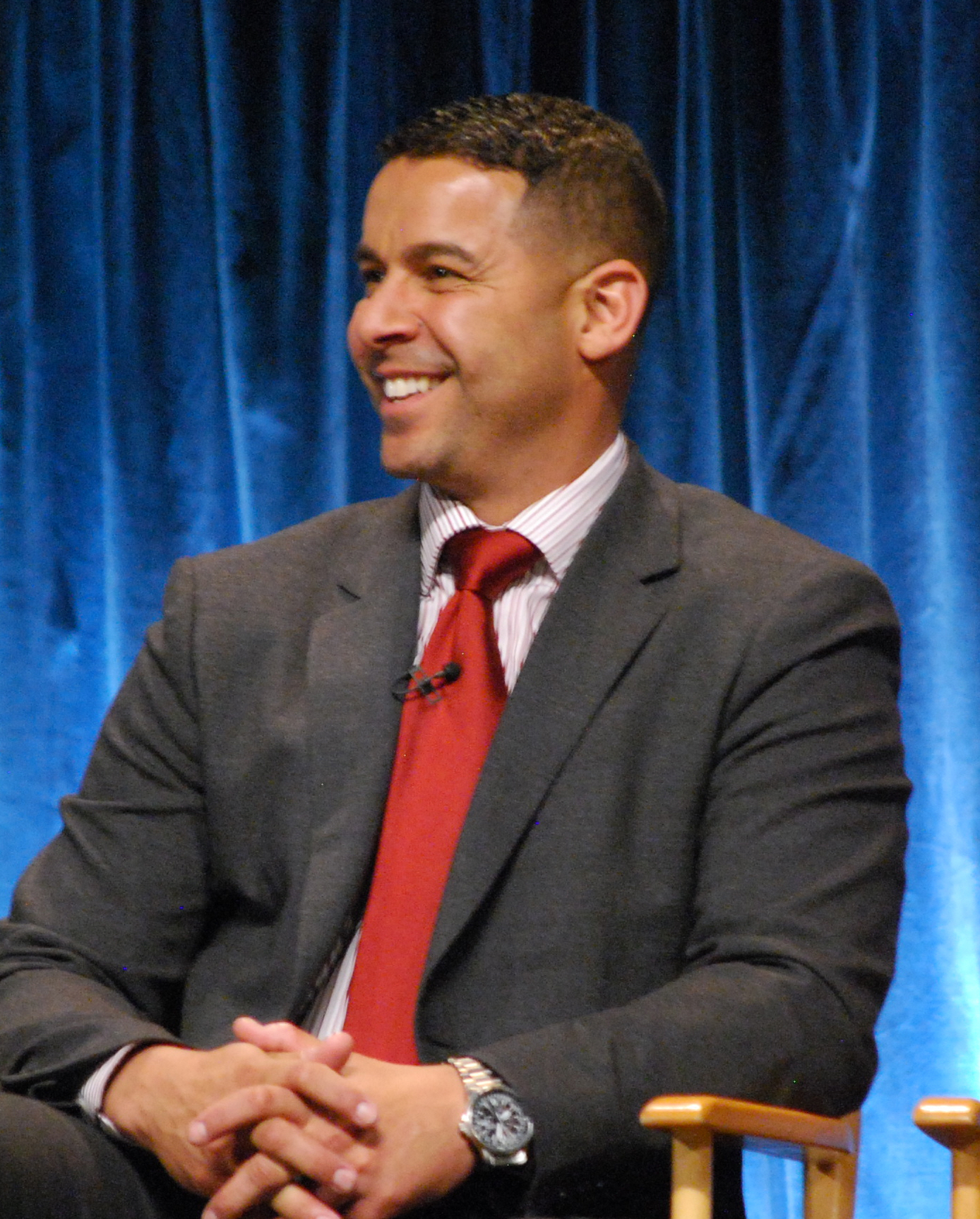
Jon Huertas (* 1969)

- Huertas, Juan (* 1992), panamaischer Boxer
- Huertas, Marcelo (* 1983), brasilianischer Basketballspieler
- Huerter, Kevin (* 1998), US-amerikanischer Basketballspieler

### Hues
- Hues, Matthias (* 1959), deutscher Schauspieler und Taekwondoin
- Hues, Robert (1553–1632), britischer Mathematiker, Geograph und Navigator
- Hues, Theo (* 1954), deutscher Künstler und Pädagoge
- Huesch, Erich Adam (* 1912), deutscher Botschafter
- Hüesker, Lina (* 2004), deutsche SchauspielerinLina Hüesker (* 2004)

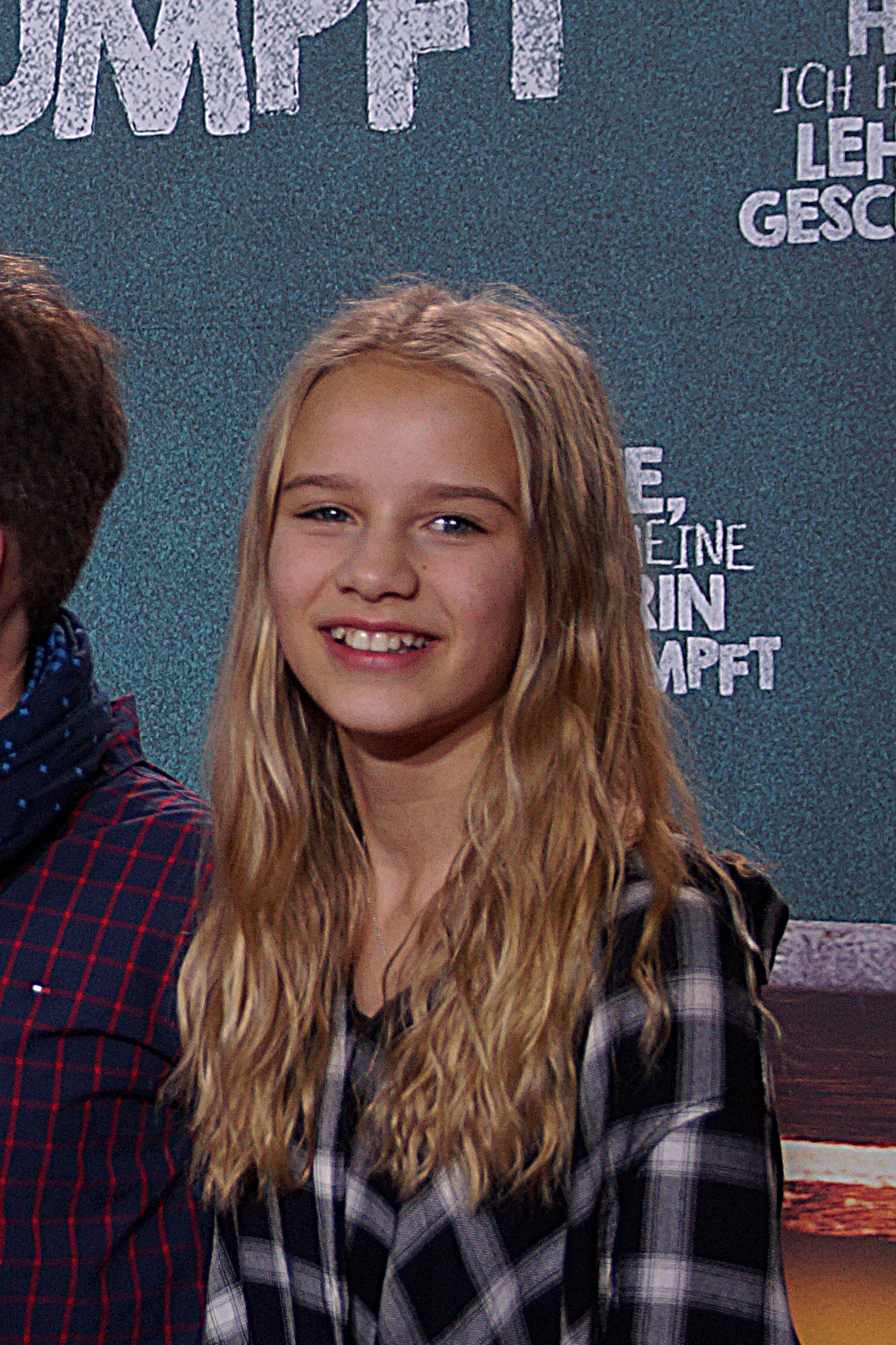
Lina Hüesker (* 2004)

- Hüesker, Max (1883–1961), deutscher Verwaltungsjurist, Landrat des Kreises Recklinghausen (1925–1927)
- Huesmann, Anette (* 1961), deutsche Dozentin für kreatives Schreiben, Autorin und Bloggerin
- Huesmann, Fabian (* 1993), deutscher Handballspieler
- Huesmann, Günther (* 1957), deutscher Jazzjournalist
- Huestis, Edna F. (1882–1964), US-amerikanische Miniaturmalerin

### Huet
- Huet, Albert (1822–1866), französischer Botschafter
- Huet, Bernhard de (1630–1698), kurbrandenburger Generalmajor und Kommandant von Magdeburg
- Huet, Christophe († 1759), französischer Rokoko-Dekorateur, Zeichner und Maler
- Huet, Conrad Busken (1826–1886), niederländischer Schriftsteller und Kritiker
- Huet, Cristobal (* 1975), französisch-schweizerischer Eishockeytorwart
- Huet, Emile, belgischer Bahnradsportler
- Huêt, Fedja van (* 1973), niederländischer SchauspielerFedja van Huêt (* 1973)

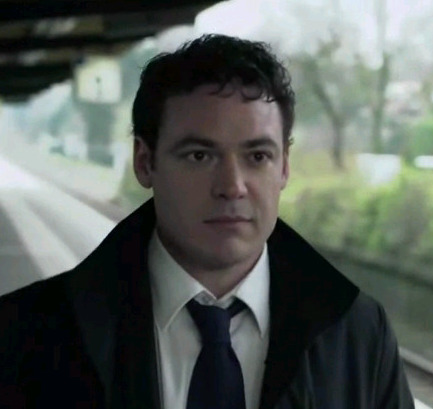
Fedja van Huêt (* 1973)

- Huet, Gérard (* 1947), französischer Informatiker
- Huet, Guillaume Daniel Louis (1832–1891), niederländischer Mediziner
- Huet, Gustavo (1912–1951), mexikanischer Sportschütze
- Huet, Henri (1927–1971), französischer Fotograf und Kriegsberichterstatter
- Huet, Jean-Baptiste (1745–1811), französischer Maler
- Huet, Joseph (1827–1903), französischer Zoologe und Taxidermist
- Huet, Léonice (* 2000), französische Badmintonspielerin
- Huet, Maurice (1918–1991), französischer Degenfechter
- Huet, Nicolas (* 1976), französischer Snowboarder
- Huet, Nicolas Geneviève (1767–1830), französischer Tiermaler und Graveur
- Huet, Nicolas I. (* 1718), französischer Tier- und Stilllebenmaler
- Huet, Paul (1803–1869), französischer Maler, Zeichner und Radierer
- Huet, Pierre Daniel (1630–1721), französischer römisch-katholischer Bischof und Gelehrter
- Hueter, Carl (1838–1882), deutscher Chirurg und Hochschullehrer, MdR
- Hueter, Ernst (1896–1954), deutscher Elektrotechniker und Hochschullehrer
- Hueter, Ferdinand (1960–2022), österreichischer Politiker (ÖVP), Abgeordneter zum Kärntner Landtag
- Hueter, Friedrich (1897–1967), deutscher Verwaltungsjurist in Preußen
- Hueter, Heinrich (1844–1925), österreichischer Politiker und Alpinist
- Hüetlin, Karl (1806–1861), Bürgermeister von Konstanz
- Hüetlin, Thomas (* 1961), deutscher Journalist
- Huett, Liz (* 1987), US-amerikanische Schauspielerin und Sängerin
- Huett, Zane (* 1997), US-amerikanischer Kinderdarsteller
- Huettl, Florian (* 1977), Geschäftsführer der Opel Automobile GmbHFlorian Huettl (* 1977)

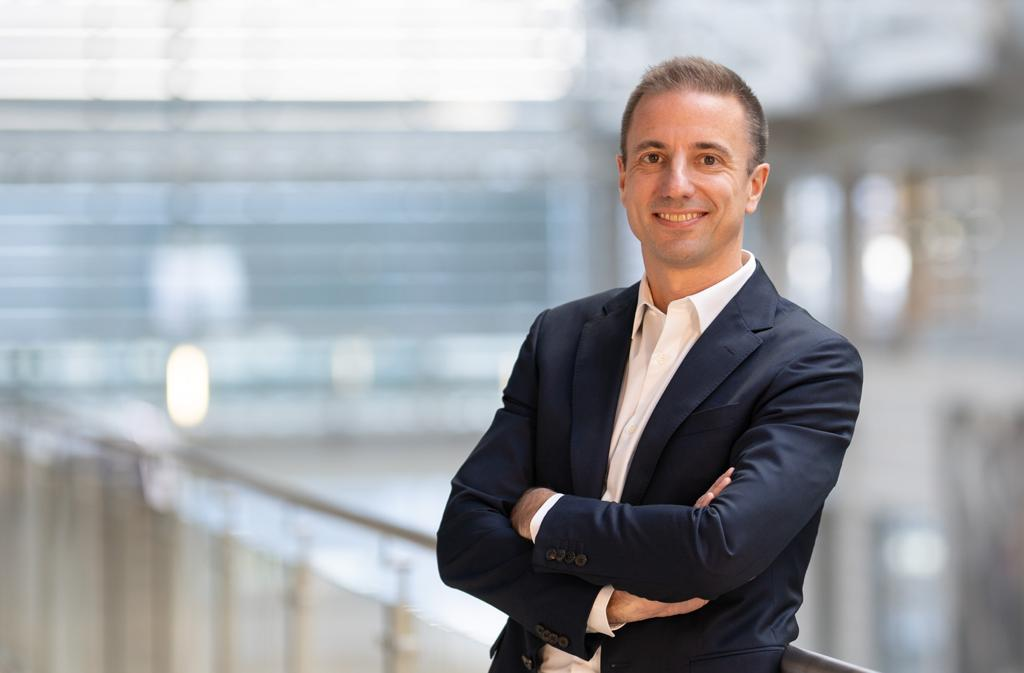
Florian Huettl (* 1977)

- Huettner, John (1906–1970), US-amerikanischer Segler
- Huettner, Ralf (* 1954), deutscher Filmregisseur
- Huetz, Christian (* 2006), österreichischer Fußballspieler
- Huetz, François (* 2000), französischer Volleyballspieler
- Huetz, Nora (* 1986), deutsche Schauspielerin und Synchronsprecherin

### Huey
- Huey, Aaron (* 1975), US-amerikanischer Fotograf
- Huey, Treat (* 1985), US-amerikanisch-philippinischer Tennisspieler

### Huez
- Huezo Paredes, Elisa (1913–1995), salvadorianische Schriftstellerin und Malerin
- Huezo, Tatiana (* 1972), salvadorianisch-mexikanische Filmemacherin